# Partit Comunista del Perú - Sendero Luminoso
El Partit Comunista del Perú (PCP), conegut també com a Sendero Luminoso ("Sendera Lluminosa"), és una organització marxista-leninista-maoista del Perú. Quan es va llençar a la guerra interna del Perú el 1980, el seu objectiu declarat era de reemplaçar el que considerava una democràcia burgesa per un règim revolucionari camperol comunista a través del concepte maoista de la Nova Democràcia. Sendero Luminoso considera que imposant la dictadura del proletariat, induint a la revolució cultural i eventualment provocant la revolució mundial, es pot arribar al comunisme. Sendero Luminoso també creu que tots els països socialistes existents són revisionistes i que només Sendero Luminoso és l'avantguarda del moviment comunista mundial. La ideologia i les tàctiques de Sendero Luminoso han exercit influència sobre grups insurgents de tall maoista com el Partit Comunista del Nepal i organitzacions afiliades al Moviment Revolucionari Internacional.
És considerat una organització terrorista pel govern del Perú, a més de la Unió Europea i el Canadà, els quals prohibeixen proveir-lo de fons o cap altre suport financer. A més d'això, Sendero Luminoso està en la Llista d'Organitzacions Terroristes Estrangeres del Departament d'Estat dels EUA. Com a exèrcit destaca que emprà nenes soldat.
D'ençà la captura del seu líder, Abimael Guzmán, el 1992, Sendero Luminoso només ha tingut actuacions esporàdiques. Algunes faccions de Sendero Luminoso afirmen ara que lluiten per tal d'obligar el govern a aconseguir un tractat de pau amb els rebels.
Igual com les FARC a Colòmbia, algunes faccions de Sendero Luminoso s'han reinventat a si mateixes mitjançant el narcotràfic, reconstruint-se amb els guanys del tràfic de cocaïna.

## Nom
El nom habitual d'aquest grup, Sendero Luminoso, el distingeix de molts altres partits comunistes peruans amb noms similars. Té el seu origen en una màxima de José Carlos Mariátegui, fundador de l'original Partit Comunista del Perú a la dècada de 1920, utilitzada en la portada d'un periòdic editat per aquesta organització: "El marxismo-leninismo abrirá el sendero luminoso hacia la revolución" ("El marxisme-leninisme obrirà el sender lluminós cap a la revolució").
Els seguidors del grup són anomenats generalment senderistes. Tots els documents, periòdics i altres materials produïts per l'organització estan signats pel Partit Comunista del Perú (PCP). Els historiadors i acadèmics sovint es refereixen a ells com PCP-SL.

## Orígens
Sendero Luminoso va ser fundat a la darreria de la dècada de 1960 per l'exprofessor de filosofia Abimael Guzmán (referit pels seus seguidors amb el pseudònim Presidente Gonzalo), els ensenyaments del qual van crear els fonaments per a la doctrina maoista dels seus militants. Va ser una organització que es va escindir del Partit Comunista del Perú - Bandera Roja, que al seu torn es va separar de l'original Partit Comunista Peruà i que és una derivació del Partit Socialista del Perú fundat per José Carlos Mariátegui el 1928.
Sendero Luminoso primer va establir una base a la Universitat Nacional de San Cristóbal de Huamanga, on Guzmán ensenyava filosofia. La universitat havia estat recentment reoberta, després d'haver estat tancada gairebé cinquanta anys, i molts dels nous estudiants van adoptar la ideologia radical de Sendero Luminoso. Entre 1973 i 1975, Sendero Luminoso va obtenir el control dels consells estudiantils de les universitats del Centre a Huancayo i La Cantuta, i va desenvolupar una presència significativa a la Universitat Nacional d'Enginyeria i la Universitat Nacional Major de San Marcos, totes dues a Lima. Un temps després va perdre diverses eleccions estudiantils a les universitats, incloent-hi la de San Cristóbal de Huamanga, i Guzmán va decidir abandonar les universitats per reconsolidar el partit.
A les primeries del 1980, Sendero Luminoso va mantenir una sèrie de trobades clandestines a la Regió d'Ayacucho. Aquestes trobades van ser conegudes com el Segon Plenari del Comitè Central. Es va formar un "Directori Revolucionari" que tenia naturalesa política i militar i es va ordenar a les milícies que es traslladessin a àrees estratègiques en les províncies per tal d'iniciar la "lluita armada". El grup també va tenir la seva "Primera Escola Militar", on els militants van ser instruïts en tàctiques militars i ús d'armes. També es va portar a terme la "crítica i autocrítica", una pràctica leninista la finalitat de la qual és evitar repetir errors i purgar mals hàbits de treball. Durant la Primera Escola Militar, els membres del Comitè Central van caure sota una gran crítica. Guzmán es va lliurar d'aquella crítica i sobre la base d'això va emergir en la Primera Escola Militar com el líder visible i inqüestionat de Sendero Luminoso.

## Guerra de guerrilles

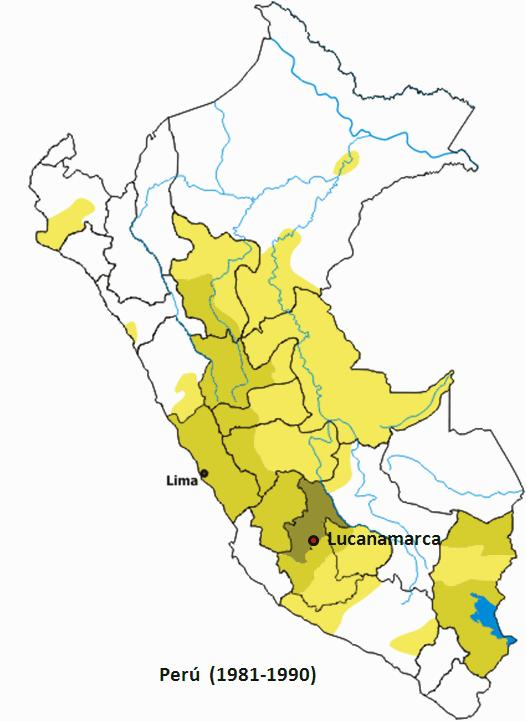
Àrees del Perú en les quals Sendero Luminoso va ser actiu.

Quan el Perú va cridar a eleccions per primera vegada en dotze anys el 1980, Sendero Luminoso va ser un dels pocs grups esquerrans que no hi van prendre part. En compte d'això, van optar per iniciar una lluita armada a les províncies del nord del departament d'Ayacucho. El 17 de maig del 1980, la vigília de les eleccions presidencials, Sendero Luminoso va cremar les urnes i les cèdules de votació en el poble ayacuchà de Chuschi. Aquest va ser el primer acte de guerra portat a terme per Sendero Luminoso. Tanmateix, els autors del fet van ser capturats ràpidament. Nou material electoral va ser portat a Chuschi, les eleccions es van portar a terme sense incidents significatius i aquest va rebre molt poca atenció en la premsa peruana. El grup també van penjar gossos en els fanals del carrer com a advertència als "gossos capitalistes".
Abimael Guzmán va declarar que "el triomf de la revolució costarà un milió de vides", en un moment en què la població del Perú era de només 19 milions de persones. Amb aquesta finalitat, Sendero Luminoso va intentar erradicar tot el que representava l'odiat ordre polític i social. El primer cas de "justícia popular" va ser l'assassinat al desembre de 1980 de Benigno Medina, un terratinent. El gener del 1982, dos professors van ser executats davant dels seus alumnes. Uns mesos després, 67 "traïdors" van ser objecte d'una execució pública. A més a més, es va dedicar a enderrocar totes les instal·lacions i infraestructures del govern. L'agost del 1982, el Centre d'Investigació i Experimentació Agrícola en Allpahaca va ser destruït i es van matar els animals.
Al llarg de la dècada de 1980, Sendero Luminoso va créixer tant en el territori que controlava com en el nombre de militants que formaven part de l'organització, principalment a l'altiplà andí. Va obtenir el suport dels pagesos locals per omplir el buit polític deixat pel govern central i proporcionar justícia popular. Això va fer que els pagesos de molts pobles del Perú expressessin el seu suport a Sendero Luminoso, especialment a les regions pobres i abandonades d'Ayacucho, Apurímac i Huancavelica. De vegades, la població civil de les viles abandonades participava en els judicis populars, especialment quan les víctimes dels processos els disgustava molt.
Durant més d'un any, el govern es va negar a declarar l'estat d'emergència a la regió afectada per les accions de Sendero Luminoso, com el ministre de l'Interior, José María de la Jara, que pensava que el grup podria ser fàcilment anul·lat per l'actuació policial. A més a més, el president civil, Fernando Belaúnde Terry, que va tornar al poder el 1980, es resistia a cedir autoritat a les forces armades, ja que el seu primer govern va acabar en un cop militar. Això va donar la impressió que el president no estava preocupat per les activitats de Sendero Luminoso. El resultat va ser que, per als pagesos de les zones on Sendero Luminoso va estar actiu, l'estat tenia l'aparença d'impotència o manca d'interès en la regió. No obstant això, es va fer evident que Sendero Luminoso representava una clara amenaça per a l'estat.
El 29 de desembre del 1981, el govern va declarar "zona d'emergència" les tres regions andines d'Ayacucho, Huancavelica i Apurímac i va atorgar als militars la facultat de detenir arbitràriament qualsevol persona sospitosa. Els militars van utilitzar aquest poder amb molt mà dura i arresten desenes de persones innocents, que de vegades sotmeten a tortura i violació. La policia, les forces militars i els membres de l'Exèrcit Guerriller Popular (EGP) duen a terme diverses massacres durant el conflicte. El personal militar vesteix de negre i amb passamuntanyes per protegir les seves identitats i així la seva seguretat i la de les seves famílies. Les màscares també van ser utilitzades per ocultar la identitat del personal militar, que va cometre crims.
En algunes zones, els militars van entrenar els pagesos i els van organitzar en milícies contra els rebels, anomenades rondes. Estaven generalment mal equipats tot i que eren proveïts d'armes per l'Estat. No obstant això, la guerrilla de Sendero Luminoso va ser atacada militarment per les rondes. El primer atac d'aquest tipus que es va reportar va tenir lloc al gener de 1983, prop de Huata, quan els ronderos van matar 13 senderistes; al febrer, a Sacsamarca, les rondes van apunyalar i matar els comandants de Sendero Luminoso de la zona. Al març de 1983, els ronderos van assassinar brutalment Olegario Curitomay, un dels comandants de la ciutat de Lucanamarca. El van portar a la plaça del poble, el van apedregar, el van apunyalar, li van calar foc i finalment li van disparar.
Com a resposta, a l'abril, Sendero Luminoso va entrar a la província de Huanca Sancos i a les ciutats de Yanaccollpa, Ataccara, Llacchua, Muylacruz i Lucanamarca i va matar 69 persones en el que es va conèixer com la massacre de Lucanamarca. Aquesta va ser la primera massacre de Sendero Luminoso a la comunitat pagesa. Altres incidents es van succeir, com ara el de Hauyllo, en el districte de Tambo, província de La Mar, a la regió d'Ayacucho. En aquesta comunitat, Sendero Luminoso va matar 47 pagesos, entre ells 14 nens d'edats compreses entre els quatre i els quinze anys. Es van produir també altres massacres addicionals de la mà de Sendero Luminoso, com la de Marcas, el 29 d'agost de 1985. A més de les matances ocasionals, Sendero Luminoso va establir camps de treball per castigar els qui van trair les "forces del poble." Els presos van ser obligats a treballar les terres i els cultius de coca. La fam i les privacions eren habituals i tractar d'escapar era castigat amb l'execució immediata.
Els atacs de Sendero Luminoso no es van limitar al camp. Es van organitzar accions contra la infraestructura a Lima i es van matant civils en el procés. El 1983 van ser sabotejades diverses torres de transmissió elèctrica que va provocar una apagada en tota la ciutat i van calar foc a la planta industrial de Bayer, que va quedar completament destruïda. Aquest mateix any es va fer esclatar una potent bomba a les oficines del partit en el govern, Acció Popular. En una escalada de les seves accions a Lima, al juny de 1985 va fer explotar de nou les torres de transmissió d'electricitat a Lima, produint una apagada, i es van detonar cotxes bombes a prop del palau de govern i el palau de justícia. També es pensa que va ser responsable d'un atemptat en un centre comercial. En aquest moment, el president Fernando Belaúnde Terry rebia president argentí Raúl Alfonsín. En un dels seus últims atemptats a Lima, el 16 de juliol de 1992, el grup va fer esclatar una potent bomba al carrer Tarata de la zona exclusiva del barri de Miraflores, a Lima, que va matar 25 persones i en va ferir 155.
Durant aquest període, Sendero Luminoso també va dur a terme nombroses execucions contra individus específics, en particular els líders d'altres grups d'esquerra, de partits polítics locals, de sindicats i d'organitzacions camperoles, alguns dels quals eren marxistes anti-Sendero Luminoso. El 24 d'abril de 1985, en plenes eleccions presidencials, va tractar d'executar Domingo García Rada, el president del Consell Electoral Nacional del Perú; el van ferir greument i van ferir mortalment el seu conductor. El 1988, va ser executat Constantin Gregory, un ciutadà nord-americà que treballava per a l'Agència dels Estats Units per al Desenvolupament Internacional. Dos treballadors humanitaris francesos van ser executats el 4 de desembre d'aquest mateix any. L'agost del 1991, el grup va matar un italià i dos sacerdots polonesos a la regió d'Ancash. El mes de febrer del 1992 va executar María Elena Moyano, una coneguda organitzadora comunitària a Villa El Salvador, un enorme barri marginal a Lima.
El 1991, Sendero Luminoso tenia el control de gran part de les zones rurals del centre i sud del Perú i va tenir una gran presència als afores de Lima. A mesura que l'organització va augmentar el seu poder, el culte a la personalitat va créixer al voltant de Guzmán. La ideologia oficial de Sendero Luminoso va deixar de ser el pensament "marxista-leninista-Mao Tse-Tung" per passar a ser el "marxisme-leninisme-maoisme-pensament Gonzalo". Sendero Luminoso també es va involucrar en conflictes armats amb altres de les principals guerrilles del Perú, com el Moviment Revolucionari Túpac Amaru (MRTA) i els grups camperols d'autodefensa organitzats per les forces armades peruanes.

## Captura de Guzmán i col·lapse
El 12 de setembre de 1992, la policia peruana va capturar Guzmán i diversos líders de Sendero Luminoso en un apartament situat sobre un estudi de ball en el districte de Surquillo, a Lima. En el moment de la captura, Abimael estava acompanyat per quatre dones. Una d'elles era Elena Iparraguirre, la seva segona esposa. Les altres eren Laura Zambrano Padilla, encarregada de recaptar els diners cobrats al narcotràfic per protecció; María Pantoja i Maritza Garrido Lecca. La captura va ser el fruit de mesos de seguiment. Inspectors policials, disfressats fins i tot de recollidors de fem, van permetre tenir la certesa de la ubicació de Guzmán i del seu estat de salut. Després d'aquella captura, es va aconseguir detenir altres figures importants de l'organització.
Al mateix temps, l'organització va començar a patir desfetes militars importants enfront de les rondes de camperols i això va ocasionar que es dividís en diversos fronts regionals sota la guia de diversos comandants, molts dels quals estaven enfrontats entre si. La funció principal de Guzmán va ser assumida per Óscar Ramírez Durand, àlias Feliciano, que va ser capturat en un annex de la ciutat de Huancayo el 1999.
Després de la captura de Ramírez el grup es va separar, l'activitat guerrillera va disminuir considerablement i van tornar les condicions anteriors a les zones on Sendero Luminoso havia estat actiu.

## Segle XXI i ressorgiment
Malgrat que l'organització s'ha vist fortament debilitada a causa de la repressió menada als anys noranta sota el govern d'Alberto Fujimori, una facció de l'organització, denominada Proseguir, continua activa en la regió dels rius Ene i Apurímac. Hom creu que aquesta facció consisteix en tres companyies conegudes com a Nord o Pangoa, Centre o Pucuta i Sud o Vizcatan. El govern peruà sosté que Proseguir opera en aliança amb narcotraficants.
El 21 de març de 2002, un cotxe bomba va explotar davant l'ambaixada dels EUA a Lima, poc abans de la visita del president d'aquell país, George W. Bush. Nou persones hi van morir i 30 en van resultar ferides. L'atac va ser atribuït a Sendero Luminoso.
El 9 de juny de 2003, un grup senderista va atacar un campament militar a Tocate, província de La Mar, i va prendre com a ostatges 68 treballadors de l'empresa argentina Techint i tres policies. Aquesta empresa estava treballant en el Projecte Camisea, un gasoducte que portaria gas natural des del departamento de Cusco a Lima. Segons fonts del Ministeri de l'Interior del Perú, els rebels van demanar un rescat considerable per alliberar els ostatges. Dos dies més tard, després d'una resposta militar ràpida, els rebels van abandonar els ostatges; segons fonts del govern no es va pagar rescat. No obstant això, hi va haver rumors segons els quals es van pagar 200.000 dòlars americans als rebels.
Les forces del govern han aconseguit capturar tres dels membres principals de la facció. Així, a l'abril de 2000 va ser capturat el comandant José Arcel Chiroque, àlias "Ormeño", i el juliol de 2003 es va capturar Florentino Cerrón Cardozo, àlias "Marcelo". A novembre del mateix any, Jaime Zuñiga, àlias "Ciril" o "Dalton", va ser arrestat després d'un enfrontament en què quatre guerrillers van morir i un oficial militar va ser ferit. Fonts oficials assenyalen que "Cirilo" va prendre part en el planejament del segrest dels treballadors de Techint i també hauria liderat una emboscada contra un helicòpter de l'exèrcit el 1999, on hi van morir cinc soldats.
El 2003, la Policia Nacional del Perú va trobar i desinstal·lar diversos camps d'entrenament senderistes i va capturar alguns membres de l'organització. Així mateix va alliberar un centenar d'indígenes que estaven mantinguts en una esclavitud virtual. Fins a la darreria d'octubre d'aquell any hi va haver en el Perú 96 incidents amb grups armats. Aquell any hi havia hagut 8 o 9 víctimas de Sendero Luminoso, així com 6 senderistes morts i 209 capturats.
En gener de 2004, un home conegut com el Camarada Artemio, que s'identificava com un dels últims líders de Sendero Luminoso, va dir en una entrevista televisiva que el grup reiniciaria les seves operacions violentes a menys que el govern peruà amnistiés altres líders senderistes en els 60 dies següents. El ministre de l'Interior, Fernando Rospigliosi, va dir que el govern respondria de manera "ferma i dràstica" a qualsevol acció violenta. Al setembre d'aquell mateix any, en un operatiu policial en cinc ciutats del país, es van trobar 17 sospitosos. D'acord amb el ministre de l'Interior, vuit dels arrestats eren professors d'escola i altres dos eren administradors escolars d'alt nivell.
Malgrat aquests arrestos, Sendero Luminoso encara existeix en el Perú. El 22 de desembre del 2005, Sendero Luminoso va emboscar una patrulla policial en el departament de Huánuco i va executar vuit oficials. Més tard, aquell mateix dia, el President Alejandro Toledo va declarar l'estat d'emergència en aquell departament i es va facultar la policia per violar domicilis i detenir sospitosos sense ordre judicial. El 19 de febrer del 2006, la policia peruana va matar Héctor Aponte, de qui hom creia que era el comandant responsable de l'emboscada.
A l'octubre de 2006, Abimael Guzmán i la seva companya sentimental, Elena Iparraguirre, van ser condemnats a cadena perpètua per la Sala Penal Nacional de Terrorisme del Perú. Uns altres deu membres de la cúpula de Sendero Luminoso van patir condemnes en aquell mateix judici d'entre 25 i 35 anys. Encara que tots ells van ser absolts del delicte d'apologia del terrorisme, el magistrat va dispondre que la cúpula en conjunt hauria de pagar 1.118 milions de dòlars en concepte de reparació civil.
En desembre de 2006, tropes peruanes van ser enviades per lluitar contra la guerrilla i la seva activitat renovada, que segons funcionaris d'alt nivell en el govern comptava amb un nombre estimat de 300 membres. Al novembre de 2007, la policia va dir que havia mort el segon comandant després d'Artemio, un guerriller conegut com a JL.
Al setembre de 2008, les forces del govern van anunciar la mort de cinc rebels a la regió de Vizcatán. Aquesta afirmació ha estat qüestionada posteriorment per l'APRODEH, un grup peruà de drets humans, que creu que els qui van morir eren en realitat els agricultors locals i no els rebels. Aquell mateix mes, Artemio va concedir la seva primera entrevista enregistrada des de 2006. Hi va afirmar que Sendero Luminoso seguiria lluitant tot i l'escalada de repressió militar. A l'octubre de 2008, a la regió de Huancavelica, la guerrilla va atemptar contra un comboi militar amb explosius i armes de foc i va demostrar la seva capacitat permanent de colpejar i causar baixes als objectius militars. L'atac va causar la mort de 12 soldats i 7 civils.
El novembre de 2008, els rebels van fer servir granades de mà i armes automàtiques en un assalt que va costar la vida a quatre policies. A l'abril de 2009, Sendero Luminoso va matar 13 soldats del govern en una emboscada a Ayacucho. En l'atac es van fer servir granades i dinamita. Entre els morts hi havia onze soldats i un capità. Dos soldats van resultar ferits i un altre va desaparèixer.
El 28 abril 2010, guerrillers de Sendero Luminoso van matar un oficial de policia i dos civils en una emboscada, quan aquests destruïen unes plantacions de coca a Aucayacu, a la regió central de Haunuco.
El febrer de 2012, les forces de seguretat peruanes varen ferir i detenir el darrer líder de l'organització, Camarada Artemio.